# Камен Тошев
Камен Тошев Димитров е български политик от Българска работническа социалдемократическа партия (БРСДП).

## Биография
Роден е на 10 ноември 1876 г. в Берковица.
Работи като шивач. Член е на БРСДП от 1898 г.
В 1914 г. е избран за народен представител от БРСДП заедно с Георги Димитров, а през 1918 г. – за общински съветник в Берковица. Ръководител и кмет на Берковската комуна през 1920 – 1921 г. заедно с Манол Златков. Активен участник в Септемврийското въстание от 1923 г.
Камен Тошев умира на 17 февруари 1948 г. в Берковица.